# Megalepthyphantes collinus
Megalepthyphantes collinus är en spindelart som först beskrevs av Ludwig Carl Christian Koch 1872.  Megalepthyphantes collinus ingår i släktet Megalepthyphantes och familjen täckvävarspindlar. Inga underarter finns listade i Catalogue of Life.